# کوتس بند (آلاباما)
کوتس بند (به انگلیسی: Coats Bend) شهرکی در شهرستان اتوا ایالت آلاباما است که مساحت آن ۲۲٫۱۴ کیلومترمربع است و در سرشماری سال ۲۰۱۰ میلادی، ۱٬۳۹۴ نفر جمعیت داشته و تراکم جمعیتی آن، ۶۲٫۹۶ در کیلومترمربع بوده است.